# Twin Twin
Twin Twin – francuski zespół muzyczny, w skład którego wchodzą Lorent Idir, François Djemel i Patrick Biyik.

## Historia
Zespół założony został w 2009 roku z inicjatywy braci bliźniaków Lorenta Idira oraz François Djemela.
Pierwszym wydawnictwem zespołu był minialbum By My Side, zaś 17 kwietnia 2013 roku wydany został pierwszy album studyjny grupy zatytułowany Vive la vie. Wydawnictwo promowały single „Moi-Même” oraz „Comme toi”, nagrany przy współpracy z Lexiconem.
W 2014 roku zespół wziął udział we francuskich selekcjach do Konkursu Piosenki Eurowizji, podczas których rywalizował z Joanną oraz grupą Destan o reprezentowanie Francji na 59. Konkursie Piosenki Eurowizji. 2 marca 2014 roku podczas programu Les Chansons D’Abord Natasha Saint-Pier ogłosiła, że decyzją jurorów i telewidzów zespół Twin Twin został oficjalnym reprezentantem Francji na imprezie. Grupa wykonała w finale utwór „Moustache”, który skomponował Pierre Beyres wraz z Kimem N'Guyenem do tekstu Lorenta Idira i François Ardouvina, i zajęła ostatnie, 26. miejsce, zdobywając tylko 2 punkty.

## Dyskografia
Opracowano na podstawie materiału źródłowego.

### Albumy studyjne
- 2013: Vive la vie

### EP
- 2011: Be My Side

### Single
| Rok                                                      | Tytuł                       | Najwyższe pozycje na listach | Najwyższe pozycje na listach | Album       |
| Rok                                                      | Tytuł                       | IRE                          | SWE                          | Album       |
| -------------------------------------------------------- | --------------------------- | ---------------------------- | ---------------------------- | ----------- |
| 2011                                                     | „By My Side”                | –                            | –                            | Be My Side  |
| 2012                                                     | „Comme Toi” (feat. Lexicon) | –                            | –                            | Vive la vie |
| 2012                                                     | „Moi même”                  | –                            | –                            | Vive la vie |
| 2014                                                     | „Moustache”                 | 79                           | 53                           | Vive la vie |
| „–” oznacza, że singel nie był notowany na danej liście. |                             |                              |                              |             |